# Бороздино (Новосибирская область)
Бороздино — упразднённый посёлок в Искитимском районе Новосибирской области. На момент упразднения входил в состав Быстровского сельсовета. Исключен из учётных данных в 1957 году.

## География
Посёлок располагался на правом берегу реки Обь, ныне местоположение — акватория Новосибирского водохранилища в 2 км к северо-востоку от острова Атаманский.

## История
В 1928 году деревня Бороздина состояла из 109 хозяйств. В административном отношении входила в состав Атамановского сельсовета Бердского района Новосибирского округа Сибирского края. В деревне располагались школа 1-й ступени.
В 1953 году, в связи со строительством Новосибирского водохранилища и попаданием поселка в зону затопления, был начат процесс по переселению жителей в село Быстровка. В том же году Атамановский сельсовет был объединен с Гуселетовским, Завьяловским и Тулинским сельсоветами в Быстровский сельсовет. В 1957 году село была затоплено водами Новосибирского водохранилища.
Посёлок снят с учёта 21.03.1957 года.

## Население
По переписи 1926 г. в деревне проживало 482 человека (229 мужчины и 253 женщины), основное население — русские.